# Kitkait
Kitkait ist ein sehr selten vorkommendes Mineral aus der Mineralklasse der „Sulfide und Sulfosalze“ mit der chemischen Zusammensetzung NiTeSe und damit chemisch gesehen Nickel-Tellur-Selenid. Als enge Verwandte der Sulfide werden die Selenide in dieselbe Klasse eingeordnet.
Kitkait kristallisiert im trigonalen Kristallsystem und entwickelt Kristalle bis etwa 5 mm Größe, findet sich aber auch in Form derber Mineral-Aggregate. Das Mineral ist in jeder Form undurchsichtig (opak) und zeigt auf den Oberflächen der gelblichgrauen bis hellgelben Kristalle und Aggregate einen metallischen Glanz. Seine Strichfarbe ist dagegen einheitlich grau.

## Etymologie und Geschichte
Erstmals entdeckt wurde Kitkait im Flusstal des Kitkajoki (kurz: Kitka-Tal) nahe Kuusamo in der finnischen Landschaft Nordösterbotten. Die Erstbeschreibung erfolgte 1965 durch T. A. Häkli, Y. Vuorelainen und G. Th. Sahama, die das Mineral nach dessen Typlokalität benannten.
Die Bestätigung der Anerkennung des Minerals durch die „Commission on New Minerals and Mineral Names“ der International Mineralogical Association (IMA) erfolgte 1968 in einem Sammelreport, der insgesamt 25 Erstbeschreibungen der Jahre 1965 bis 1966 sowie zahlreiche Neudefinitionen und Diskreditierungen enthielt. Infolgedessen besitzt Kitkait keine IMA-Nummer, sondern wird unter der Summenanerkennung „IMA 1968 s.p.“ (special procedure) geführt.
Das Typmaterial des Minerals wird im National Museum of Natural History in Washington, D.C. (USA) unter der Sammlungs-Nr. 120267 aufbewahrt.

## Klassifikation
Bereits in der veralteten 8. Auflage der Mineralsystematik nach Strunz gehörte der Kitkait zur Mineralklasse der „Sulfide und Sulfosalze“ und dort zur Abteilung der „Sulfide mit [dem Stoffmengenverhältnis] M : S < 1 : 1“, wo er zusammen mit Berndtit, Melonit, Merenskyit und Moncheit die „Melonit-Reihe“ mit der System-Nr. II/C.11 bildete.
Im Lapis-Mineralienverzeichnis nach Stefan Weiß, das sich aus Rücksicht auf private Sammler und institutionelle Sammlungen noch nach dieser alten Form der Systematik von Karl Hugo Strunz richtet, erhielt das Mineral die System- und Mineral-Nr. II/D.28-020. In der „Lapis-Systematik“ entspricht dies ebenfalls der Abteilung „Sulfide mit dem Stoffmengenverhältnis Metall : S,Se,Te < 1 : 1“, wo Kitkait zusammen mit Berndtit, Melonit, Moncheit, Merenskyit, Shuangfengit, Sudovikovit und Verbeekit die „Melonitgruppe“ bildet (Stand 2018).
Die von der International Mineralogical Association (IMA) zuletzt 2009 aktualisierte 9. Auflage der Strunz’schen Mineralsystematik ordnet den Kitkait dagegen in die Abteilung der „Metallsulfide mit M : S ≤ 1 : 2“ ein. Diese ist zudem weiter unterteilt nach dem genauen Stoffmengenverhältnis und den in der Verbindung vorherrschenden Metallen, so dass das Mineral entsprechend seiner Zusammensetzung in der Unterabteilung „M : S = 1 : 2; mit Cu, Ag, Au“ zu finden ist. Hier bildet es allerdings ebenfalls zusammen mit Berndtit, Melonit, Moncheit, Merenskyit, Shuangfengit und Sudovikovit die „Melonitgruppe“ mit der System-Nr. 2.EA.20.
Auch die vorwiegend im englischen Sprachraum gebräuchliche Systematik der Minerale nach Dana ordnet den Kitkait in die Klasse der „Sulfide und Sulfosalze“ und dort in die Abteilung der „Sulfidminerale“ ein. Hier ist er ebenfalls in der „Melonitgruppe (Trigonal: P3m1) AX2-Typ“ mit der System-Nr. 02.12.14 innerhalb der Unterabteilung „Sulfide – einschließlich Seleniden und Telluriden – mit der Zusammensetzung AmBnXp, mit (m+n) : p = 1 : 2“ zu finden.

## Chemismus
In der theoretisch idealen, das heißt stoffreinen Verbindung von Kitkait (NiTeSe) besteht das Mineral aus Nickel, Tellur und Selen im Stoffmengenverhältnis von 1 : 1 : 1. Dies entspricht einem Massenanteil (Gewichts-%) von 22,13 Gew.-% Ni, 48,10 Gew.-% Te und 29,77 Gew.-% Se.
Die chemische Analyse an zwei natürlichen Mineralproben aus der Typlokalität ergab dagegen eine leicht abweichende durchschnittliche Zusammensetzung von 22,42 bzw. 23,33 Gew.-% Ni, 47,46 bzw. 48,65 Gew.-% Te und 30,22 bzw. 27,58 Gew.-% Se sowie zusätzliche Gehalte von 0,4 bzw. 0,17 Gew.-% Cobalt (Co), 0,07 bzw. 0,02 Gew.-% Kupfer (Cu) und in der zweiten Probe 0,43 Gew.-% Schwefel (S) sowie Spuren von Silber.
Eine weitere Probe, die 1993  A. J. Criddle und C.J. Stanley mit der Mikrosonde durchgeführt wurden, ergaben die Zusammensetzung 23,6 Gew.-% Ni, 44,0 Gew.-% Te und 31,3 Gew.-% Se sowie zusätzlich 0,1 Gew.-% Co, 0,2 Gew.-% Eisen (Fe), 0,1 Gew.-% Cu und 0,4 Gew.-% S. Diese Werte korrespondieren mit der empirischen Formel (Ni1,07Fe0,01Co0,01)Σ=1,09Te0,92Se1,05S0,03, die zur eingangs genannten Formel idealisiert wurde.

## Kristallstruktur
Kitkait kristallisiert isostrukturell mit Melonit in der trigonalen Raumgruppe P3m1 (Raumgruppen-Nr. 164) mit den Gitterparametern a = 3,72 Å und c = 5,13 Å sowie einer Formeleinheit pro Elementarzelle.

## Eigenschaften
Unter dem Auflichtmikroskop zeigt Kitkait einen deutlichen Reflexionspleochroismus, bei dem die Farbe je nach Richtung des auftreffenden Lichts von hellgrau bis rosa oder violett variiert.
Mit den von Uytenbogaardt 1951 empfohlenen Ätzlösungsmitteln konnten folgende Ätzreaktionen für Kitkait ermittelt werden:
- HCl, KCN und KOH negativ
- HNO3 stark positiv, wobei das Material aufsprudelt
- HgCl2 schwach positiv, wobei die Oberflächen langsam braun anlaufen

## Bildung und Fundorte
Kitkait bildet sich als Rissfüllung in engen karbonathaltigen Albit-Adern. An seiner Typlokalität im Flusstal des Kitka fand sich das Mineral in niedergradigen Uran- und Selen-Mineralisationen in albitischem Diabas. Das Flusstal gilt zudem als Typlokalität für die Minerale Kullerudit, Mäkinenit, Sederholmit, Trüstedtit und Wilkmanit. Am Fundort von Kitkait fanden sich Clausthalit, Hämatit, selenhaltiger Linneit und Polydymit sowie Pyrite als Begleitminerale.
Außer im Kitka-Tal und der Umgebung von Kuusamo in Finnland ist bisher kein weiterer Fundort für Kitkait bekannt (Stand 2023).